# BK Budivelnyk
BK Budivelnyk Kiev (ukrainska: Будівельник) är ett ukrainskt basketlag från staden Kiev som bildades 1945. Laget spelar sina hemmamatcher i Sportpalatset i Kiev, som har en publikkapacitet på 7 000 personer. De deltar främst i ligorna UA SuperLeague och Euroleague. De har vunnit 30 ukrainskt ligatitlar och 22 ukrainskt cuptitlar.